# パヴェル・チャソヴニコフ
パヴェル・チャソヴニコフ（ロシア語: Часовников, Павел Георгиевич、1887年  - 1954年）は、ソビエト連邦の外科医でオデッサ大学の教授。オデッサ大学の前身のノヴォロシア大学の医学部を卒業している。

## 略歴
ロシア帝国サラトフ州のバルタイ (Балтай) の村に生まれる。
ノヴォロシア大学の医学部を卒業後、ソ連の体制下で、РСФСРの名誉博士を授与している。
第二次世界大戦中のオデッサの戦いの後のルーマニアの占領中の1941年12月7日から、チャソヴニコフはオデッサ大学の学長に就任した。また、1943年3月20日から、学長職と兼務で、大学の反共産主義研究所の所長を務めた。
その後、戦局が変わりルーマニア軍の敗走が始まると、彼は1944年にルーマニア軍と共にブカレストに向けて逃走したが、その後ソビエト当局によって逮捕された。1947年に彼は強制収容所で10年の刑を宣告され、刑期中に刑務所内で死亡した。 